# Filialkirche Mühlleiten

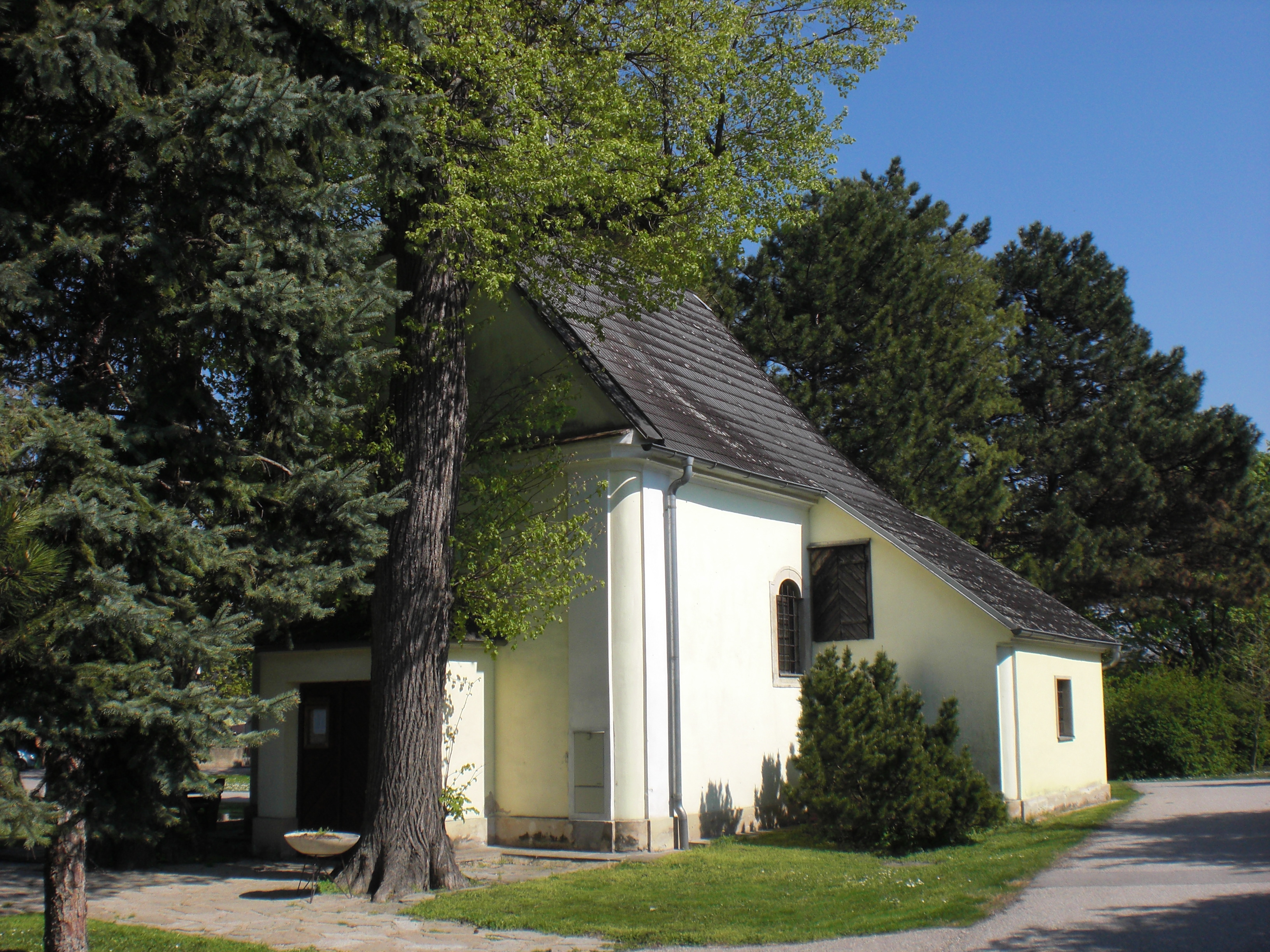
Filialkirche Mariahilf in Mühlleiten

Die römisch-katholische Filialkirche Mühlleiten steht im Ortsteil Mühlleiten in der Gemeinde Groß-Enzersdorf im Bezirk Gänserndorf in Niederösterreich. Sie ist Mariahilf geweiht und gehört zur Pfarre Groß-Enzersdorf im Dekanat Marchfeld im Vikariat Unter dem Manhartsberg der Erzdiözese Wien. Das Bauwerk steht unter Denkmalschutz (Listeneintrag).

## Lagebeschreibung
Die Kirche steht am südlichen Ende des Dorfplatzes der Siedlung Mühlleiten.

## Architektur

### Kirchenäußeres
Das Bauwerk aus der ersten Hälfte des 18. Jahrhunderts ist eine kleine barocke Dorfkirche mit schlichter Fassadengliederung. Auf der Eingangsseite weist sie einen Gesimsgiebel auf, darüber befindet sich ein Dachreiter aus Holz. Die Fenster sind segmentbogenförmig.

### Kircheninneres
Der Innenraum ist schlicht gestaltet und platzlgewölbt. Der Schluss ist flachrund.

## Ausstattung
Auf dem kleinen barocken Altar befindet sich das Gnadenbild „Mariahilf“ aus der ersten Hälfte des 18. Jahrhunderts. Das Ovalfenster im Chor ist in den Altar miteinbezogen. Der Tabernakel wird von adorierenden Engeln flankiert. Die Figur des heiligen Florian stammt aus dem 18. Jahrhundert.